# Bela Soos
Bela Soos (Original-Schreibweise: Béla Soós) (* 6. März 1930 in Târgu Mureș, Königreich Rumänien; † 12. September 2007 in Frankfurt am Main) war ein deutsch-rumänischer Schachspieler. Im Jahr 1967 erhielt er den Titel Internationaler Meister.
Für die rumänische Nationalmannschaft spielte er bei vier Schacholympiaden: 1956, 1962, 1966 und 1968, bevor er Anfang der 1970er-Jahre nach Westdeutschland auswanderte. Bekannt wurde er vor allem durch eine spektakuläre Gewinnpartie bei der Olympiade 1962 gegen den sowjetischen Großmeister Efim Geller. Insgesamt erreichte Soos bei seinen vier Olympiade-Teilnahmen eine knapp positive Bilanz (19 Siege, je 15 Remis und Niederlagen).
An der Mannschafts-EM nahm er viermal mit Rumänien und 1980 für Deutschland teil. Dabei spielte er jeweils nur in den Qualifikationsrunden, weil sich seine Teams meist nicht für die Endrunde qualifizierten. 1965 gelang den Rumänen zwar die Endrundenteilnahme, sie stellten Soos dort aber nicht auf.
Bela Soos' größter Erfolg mit einer Nationalmannschaft war schließlich der Clare Benedict Cup 1979, als er die individuelle Goldmedaille am Spitzenbrett gewann und mit der deutschen Mannschaft, zu der noch Otto Borik, Ralf Lau und Eric Lobron gehörten, das Turnier auf Platz 2 beendete.
In der Bundesrepublik Deutschland wurde er mit Königsspringer Frankfurt 1978 Mannschaftsmeister.